# Shabani Nonda
Shabani Christophe Nonda (* 6. März 1977 in Bujumbura, Burundi) ist ein ehemaliger kongolesischer Fußballspieler, der auf der Position des Stürmers spielte.

## Karriere
Nonda begann seine Karriere bei TP Mazembe, wo er in insgesamt sechs Spielzeiten zum Einsatz kam. Er wechselte zur Saison 1995/96 zum Schweizer Traditionsverein FC Zürich, hier erkämpfte er sich bereits in der zweiten Saison einen Stammplatz und wurde Torschützenkönig. Er empfahl sich dank guter Leistungen für ausländische Vereine. So konnte er zur Saison 1998/99 zu Stade Rennes in die französische Division 1 wechseln. Nach zwei Saisons als Stammspieler bei Rennes wechselte Nonda zum Ligakonkurrenten AS Monaco, wo er seine erfolgreichste Zeit verbrachte. Zur Saison 2005/06 wechselte Nonda zur AS Rom in die italienische Serie A, wo er in 16 Spielen vier Mal traf. Anschließend war der Angreifer an den englischen Erstligisten Blackburn Rovers ausgeliehen. Nach der laufenden Spielzeit kehrte Nonda nach Rom zurück. Zur Saison 2007/08 heuerte der Kongolese beim türkischen Spitzenklub Galatasaray Istanbul an. Seine ersten beiden Tore machte Nonda bereits im zweiten Pflichtspiel. Galatasaray löste am 28. Januar 2010 seinen Vertrag  auf.

## Erfolge
- 1 × Türkischer Meister: 2007/08
- 1 × Türkischer Supercupsieger: 2008
- 1 × Finalist der UEFA Champions League mit der AS Monaco (2003/04)
- 1 × Gewinn der Coupe de la Ligue mit der AS Monaco (2001)
- 1 × Torschützenkönig der Ligue 1 (2002/03)
- 1 × Torschützenkönig der Super League (1997/98)
- 1 × Spieler des Monats der Ligue 1 (August 2003)